# Ли Дон Ку
Ли Донку (кор. 이돈구; 7 февраля 1988, Сеул, Южная Корея) — южнокорейский профессиональный хоккеист. Защитник клуба азиатской хоккейной лиги «Анян Халла» и сборной Южной Кореи по хоккею с шайбой.

## Биография
Ли Донку родился в южнокорейской столице Сеуле в 1988 году. Дебютным для игрока в хоккее стал сезон 2004/05, который Донку провёл в студенческой лиге Кореи за команду высшей школы Кунбок. С 2005 по 2009 год выступал за студенческую команду университета Ёнсе. Дважды выступал на юниорском первенстве мира и дважды — на молодёжном за команду Южной Кореи. В 2009 году, будучи ещё студентом, был вызван в основную национальную команду. Во втором дивизионе первенства планеты сыграл 5 матчей, забросил 1 шайбу и отдал 3 голевые передачи.
В 2009 году подписал контракт с командой «Анян Халла», выступающий в азиатской хоккейной лиге. В регулярном сезоне 2009/10 провёл 18 матчей, дважды ассистировал партнёрам во взятии ворот. В плей-офф сыграл 9 игр, по 2 раза отметился шайбами и голевыми передачами, вместе с командой став победителем азиатской лиги. В первом дивизионе чемпионата мира 2010 года сыграл 5 матчей.
В сезоне 2010/11 в регулярном сезоне провёл 36 матчей, записал на свой счёт 12 голевых пасов. В плей-офф сыграл всего 4 матча, что тем не менее не смогло помешать «Анян Халла» завоевать золотые медали лиги, а Донку стать двукратным чемпионом АХЛ. За сборную на первенстве планеты сыграл 4 матча и забил 2 гола. Также стал бронзовым призёром зимних Азиатских игр 2011 года.
За сезон 2011/12 в лиге сыграл 36 матчей, 4 раза поразил ворота соперника и 12 раз отдал голевую передачу, также отыграл 5 матчей в плей-офф. В первом дивизионе чемпионата мира за южнокорейскую команду за 5 матчей забил 3 шайбы и 3 раза участвовал в голевых моментах. В следующем сезоне в регулярном турнире азиатской лиги сыграл 40 игр, набрал 20 очков (1 плюс 19 по системе гол плюс пас), а также трижды выходил на лёд в плей-офф.  На чемпионате мира 2013 года отыграл 5 матчей, отдал 2 голевые передачи. Также сыграл 3 матча в квалификации к зимним Олимпийским играм 2014 года.
Сезон 2013/14 начал в новой команде, «Тэмён-санму» из родного для Донку Сеула. В Азиатской лиге в 42 играх забросил 7 шайб и 28 раз отдал голевую передачу. В плей-офф за 8 матчей дважды отметился голевым пасом. В первом дивизионе чемпионата мира 2014 года в 5 играх по 2 раза отметился голами и голевыми пасами. Аналогичные статистические показатели были записаны и на следующем турнире, чемпионате 2015 года. На клубном уровне сезон 2014/15 не играл.
В сезоне 2015/16 вернулся в «Анян Халла». В регулярном сезоне 48 матчах забил 7 голов и отдал 19 голевых передач, а в плей-офф сыграл ещё 8 игр, дважды помогая одноклубникам взять ворота соперника. «Анян Халла» стала триумфатором этого турнира, что сделало Донку трёхкратным чемпионом азиатской лиги. В первом дивизионе чемпионата мира 2016 года был вице-капитаном сборной, отыграл 5 матчей и отдал 2 голевые передачи.
Сезон 2016/17 начал в «Анян Халла» под клубным номером 61.